# Hylexetastes
A Hylexetastes a madarak osztályának verébalakúak (Passeriformes) rendjébe, valamint a fazekasmadár-félék (Furnariidae) családjába és a fahágóformák (Dendrocolaptidae) alcsaládjába tartozó nem.

## Rendszerezés
A nemet Philip Lutley Sclater angol ügyvéd és zoológus írta le 1889-ben, jelenleg az alábbi 2 vagy 4 faj tartozik ide:
- Hylexetastes stresemanni
- Hylexetastes perrotii
  - Hylexetastes brigidai[1]   vagy Hylexetastes perrotii brigidai[2]
  - Hylexetastes uniformis[1] vagy Hylexetastes perrotii uniformis[2]

## Előfordulásuk
Dél-Amerikában honosak.

## Megjelenésük
Átlagos testhosszuk 29-30 centiméter közötti.